# コレス
コレス（corres）は、大日本帝国海軍の士官の間で使われた用語であり、隠語の一つで、意味は「他校の同期生」を指す。英語のcorrespond（一致する、対応する、相当するの意）を略したものである。
帝国海軍の隷下には、海軍兵学校、海軍機関学校、海軍経理学校という、旧制高等学校相当の士官養成機関があったが（海軍三校）、それぞれの学校を同期に入学し、卒業、少尉任官をした他校の同期生をコレスと呼んだ。また、海軍の兵科将校を養成する海軍兵学校を中心に据えて、機関学校、経理学校の生徒もしくは卒業生の学歴を、「海軍機関学校○○期　海兵○○期コレス」と称することもあった。さらには、海軍予備士官を養成する旧制高等商船学校でも、東京と神戸の二校の生徒の間で使われ、海軍予備生徒も、「海軍予備生徒兵科○○期、海兵○○期コレス」などと称したりもした。
戦後、海上自衛隊の隊員間においては通常使用されることはないが、時折、防衛大学校と防衛医科大学校を卒業した自衛官同士で好んで使用する者もあるという。